# Kościół św. Piotra w Ballenstedt-Opperode
Kościół św. Piotra – protestancka świątynia filialna w mieście Ballenstedt, w dzielnicy Opperode. 
Budowę kościoła zakończono w 1892 roku, 23 października tegoż roku konsekrowano świątynię. 1 września 2011 roku kościół udostępniono turystom. 

## Architektura
Świątynia neogotycka, zbudowana z żółtawej cegły. Posiada jedną nawę o długości 17 metrów. Kościół posiada drewniany strop. Na wieży kościoła zawieszone są 3 dzwony, najmłodszy pochodzi z 1945 roku.

## Galeria

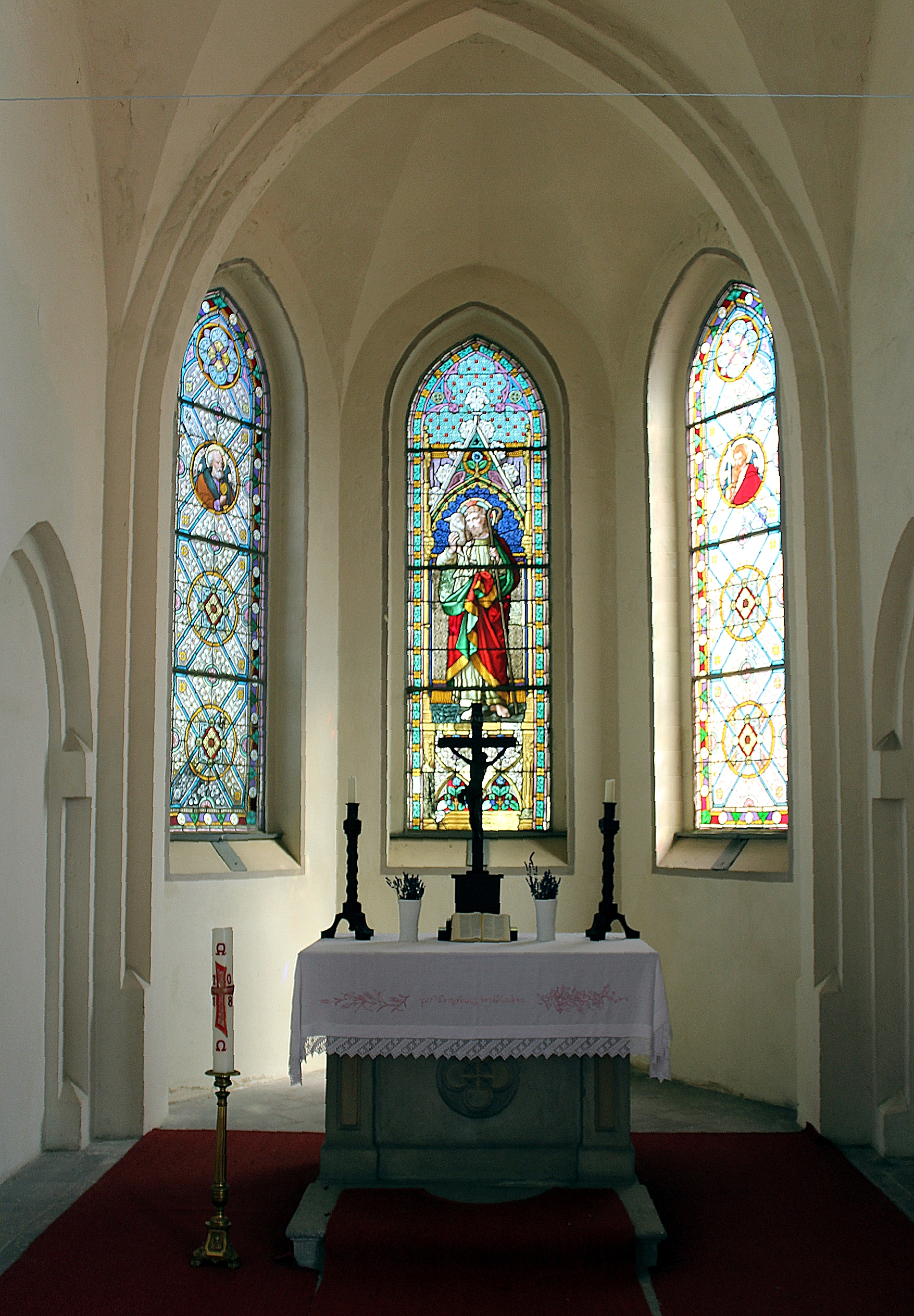
Ołtarz
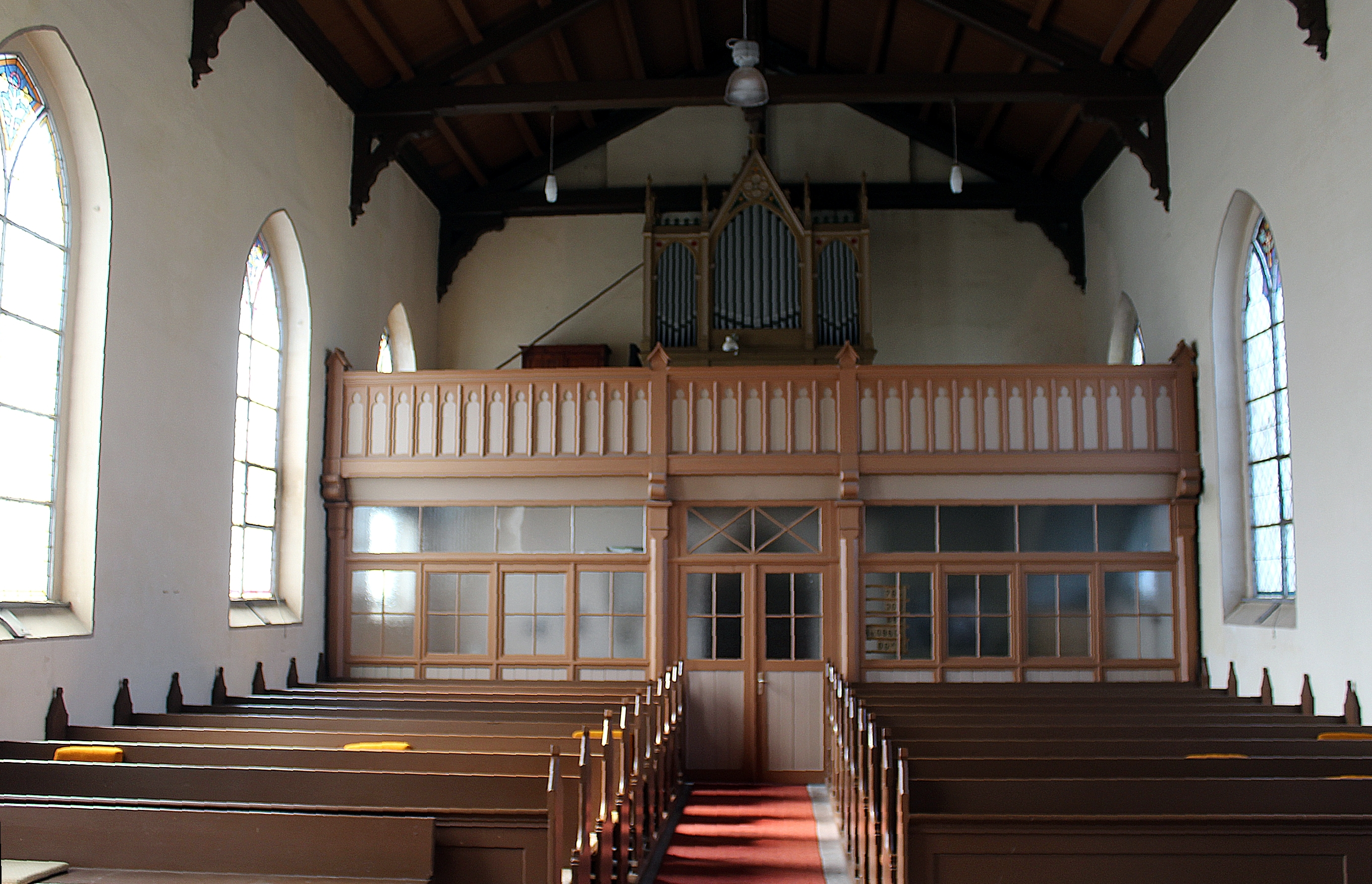
Nawa oraz empora